# Mirollia folium
Mirollia folium är en insektsart som beskrevs av Andrej Vasiljevitj Gorochov 1998. Mirollia folium ingår i släktet Mirollia och familjen vårtbitare. Inga underarter finns listade i Catalogue of Life.